# Детройт (сорт буряка)
Детройт — середньостиглий сорт буряка. Вегетаційний період від сходів до технічної стиглості 100—120 днів. Коренеплід вирівняний, округлий, гладкий, темно-червоного забарвлення, масою 150—260 г. М'якуш темно-червоний, без видимих кілець. Сорт ціниться за стабільну врожайність та високу товарність. Коренеплоди використовуються для консервації, переробки та тривалого зимового зберігання.